# Nemoossis belloci
Espèce
Statut de conservation UICN

 DD  : Données insuffisantes
Nemoossis belloci (Cadenat, 1937) anciennement Pterothrissus belloci est une espèce de poisson appartenant à la famille des Albulidés